# ABC Spark
ABC Spark est une chaîne de télévision spécialisée de catégorie B, déclinaison canadienne de Freeform, détenue par Corus Entertainment sous licence de Disney-ABC International Television, lancée le 26 mars 2012.
Le 10 juillet 2025, Corus annonce la fermeture de la chaîne pour le 1er septembre.

## Historique
Le 26 octobre 2011, Disney-ABC et Corus Entertainment annoncent le lancement au printemps 2012 d'ABC Spark, déclinaison canadienne d'ABC Family. Le nom Spark a été choisi pour ne pas concurrencer la chaîne canadienne Family qui diffuse plusieurs blocs de programmes et programmes Disney.
Le 5 janvier 2012, Corus annonce la date de lancement d'ABC Spark pour le 26 mars 2012. Au lancement, la chaîne n'était pas offerte aux abonnés de Rogers Cable ni de Vidéotron.
Le 14 février 2012, le CRTC approuve la demande de licence de Corus pour le service Harmony « consacré aux histoires d’amour, à l’amour et aux relations amoureuses ». Tout comme le partenariat entre Corus et Shaw Media pour la chaîne Dusk qui a précédé ABC Spark, le CRTC valide le 11 juillet 2012 une réorganisation de Corus et la création par scission de Shaw Media qui devient propriétaire à 49 % de la chaîne. Néanmoins, le 4 mars 2013, Shaw Media annonce qu'elle veut vendre à Corus ses parts dans la chaîne, approuvée plus tard par le CRTC.
En octobre 2015, il est officiellement annoncé que la chaîne ABC Family deviendra Freeform dès janvier 2016. Elle ciblera désormais un public plus jeune avec un changement total du style de la chaîne. ABC Spark diffusera toujours les séries actuelles et à venir de la chaîne, mais Corus n'a pas annoncée si elle allait suivre le chemin de sa grande sœur américaine et donc aussi changer de nom et de style. Finalement, la chaîne conservera son nom mais adopte le style graphique et la présentation de Freeform.
Toujours en octobre 2015, Corus annonce s'être associé avec Good Human Productions pour produire le premier programme original de la chaîne, une série documentaire intitulée Cheer Stars qui devrait suivre le quotidien de jeunes cheerleaders. Prévue pour l'été 2016, la série sera aussi diffusée sur Freeform.
Le 10 juillet 2025, Corus Entertainment a annoncé qu'en raison de la pression financière existante au sein de l'entreprise, elle fermerait La Chaîne Disney, Nickelodeon, Disney XD, Disney Jr. et ABC Spark à minuit le 1er septembre 2025. Malgré la fermeture, Corus a confirmé qu'elle continuerait à diffuser le contenu de Nickelodeon et Disney sur ses autres réseaux.

## Identité visuelle (logo)

Ancien logo d'ABC Spark de 2012 à 2016
Ancien logo de 2016 à 2018
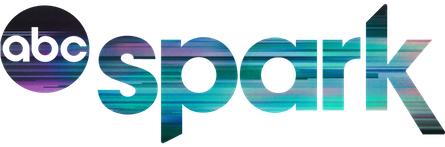
Logo depuis 2018

## Programmation
La chaîne diffuse en simultané la majorité des séries originales d'ABC Family/Freeform, à l'exception de Pretty Little Liars (sur Bravo!), Shadowhunters (sur Netflix) ainsi que Guilt (sur Bravo!) et Famous in Love (sur E! Canada).

### Séries originales
- Cheer Squad (en) (docu-série, 2016[10])

### Séries originales d'ABC Family/Freeform
- 10 Things I Hate About You (rediffusion)
- Alone Together
- Baby Daddy
- Beyond
- Bunheads
- Championnes à tout prix (Make It or Break It)
- Chasing Life
- Cruel Summer
- De celles qui osent (The Bold Type)
- Dead of Summer
- Fallen (rediffusion)
- The Fosters
- Georgia dans tous ses états (State of Georgia)
- Greek (rediffusion)
- Grown-ish
- Huge (en)
- Jane by Design
- Kevin from Work
- The Lying Game
- Marvel's Cloak & Dagger
- Melissa and Joey
- Mystery Girls
- The Nine Lives of Chloe King
- Recovery Road
- Retour à Lincoln Heights (Lincoln Heights)
- Roommates
- Samurai Girl (rediffusion)
- Siren
- Stitchers
- Switched (Switched at Birth)
- Twisted
- La Vie secrète d'une ado ordinaire (The Secret Life of the American Teenager)
- Young & Hungry